# 尤雷·比利奇
尤雷·比利奇（Jure Bilić，1922年9月12日—2006年1月27日）是一名南斯拉夫政治家。

## 生平
比利奇1922年出生于马卡尔斯卡。1941年他加入南斯拉夫游击队。他也是南斯拉夫人民解放战争的参与者，克罗地亚社会主义共和国和南斯拉夫社会主义共和国联邦的政治家，随后在二战期间加入并成为南斯拉夫共产党党员。二战结束后，比利奇是克罗地亚的农业部秘书。
20世纪70年代初，他在党内担任高级职务，即克罗地亚之春运动结束后。他曾担任克罗地亚社会主义共和国议会主席（1978-1982）、克罗地亚共产主义者联盟中央委员会主席（1982-1983）和南斯拉夫共产主义者联盟中央委员会主席团成员（1983-1986）。 